# 무라카미 싱고
무라카미 싱고(일본어: 村上 信五, 1982년 1월 26일 ~ )는 일본의 아이돌이며, 남성 아이돌 그룹 SUPER EIGHT의 멤버. 애칭은, 히나. 오사카부 출신. STARTO ENTERTAINMENT 소속. 혈액형 AB형. 

## 같이 보기
- 자니즈
- 칸쟈니∞